# The Desert Flower
The Desert Flower (en anglès, La flor del desert) és una òpera en tres actes amb música de William Vincent Wallace i llibret en anglès d'A. Harris i Thomas J. Williams, traducció a l'anglès del llibret d'Henri Saint-Georges i Adolphe de Leuven per a l'òpera de Halévy Jaguarita l'Indienne. The Desert Flower es va estrenar el 12 d'octubre de 1863 al Theatre Royal, Covent Garden, de Londres amb interpretació de la companyia d'òpera anglesa de Pyne i Harrison, amb Louisa Pyne en el rol titular.
The Desert Flower va ser l'última òpera acabada per Wallace, i la seva estrena va suposar l'octava i última temporada de la Companyia d'òpera anglesa de Louisa Pyne i William Harrison. El Príncep de Gal·les va ser entre el públic, i la mateixa Louisa Pyne va cantar el rol de Oanita, mentre que Harrison va ser el capità Maurice. L'òpera no va tenir un particular èxit, i es va retirar després de dues setmanes.

## Personatges
| Personatge                    | Tesitura            | Repartiment de l'estrena 12 d'octubre de 1863 |
| ----------------------------- | ------------------- | --------------------------------------------- |
| Oanita                        | soprano             | Louisa Pyne                                   |
| Captain Maurice               | tenor               | William Harrison                              |
| Major Hector Van Pumpernickle | bass                | Henry Corri                                   |
| Casgan                        | baix o baix-baríton | Willoughby Weiss                              |
| Sergeant Peterman             | baix                | Thomas Aynsley Cook                           |
| Eva                           | contralto           | Susan Pyne                                    |

## Argument
Encara que es basa en Jaguarita l'Indienne de Halévy, l'ambientació es canvia de la Guyana holandesa a un assentament holandès a Amèrica del Nord, assetjada pels indis, liderats per la seva bella reina, Oanita. L'assentament està protegit per dos oficials holandesos, el brau Capità Maurice i el Major Major Hector Van Pumpernickle (qui proporciona l'element còmic). Les coses es compliquen quan Oanita i el capità Maurice s'enamoren. Això porta a que el sequaç Casgan desafii a Maurice en una lluita. Casgan és derrotat i es negocia un acord per als amants que permetrà als indis i els colons una coexistència pacífica.